# Музей-квартира М. Н. Мордасовой
Музей-квартира М. Н. Мордасовой — мемориальный музей в городе Воронеже, посвящённый жизни и деятельности М. Н. Мордасовой, народной артистки СССР, Героя Социалистического Труда и почётного гражданина Воронежа. Является структурным подразделением Музея имени И. С. Никитина.
Исполнительница русских народных песен совместно со своим мужем, баянистом И. М. Руденко, проживала в квартире на четвёртом этаже с 1958 по 1997 год. Помимо этого в 1998 году на доме в честь певицы установлена мемориальная доска.

## Экспозиция
Открытие музея-квартиры состоялось 24 мая 2005 года. Экспозиция музея включает в себя предметы быта, концертные костюмы, письма, фотографии, документы, записи песен и частушек и музыкальные инструменты. Экспонаты выставлены в прихожей, большой и малой комнатах.
В музее-квартире проходят ежегодные фольклорные мероприятия, приуроченные к Святкам, Иванову дню, Яблочному Спасу и другим праздникам.